# Saurida brasiliensis
Anoli brasil, Anoli brésilien
Espèce
Statut de conservation UICN

 LC 29 janvier 2013 : Préoccupation mineure
Synonymes
- Saurida brasiliensis brasiliensis
- Saurida parri

Saurida brasiliensis, l’Anoli brasil ou encore Anoli brésilien, est une espèce de poissons de la famille des Synodontidae.

## Systématique
L'espèce Saurida brasiliensis a été décrite pour la première fois en 1935 par John Roxborough Norman (1898–1944).

### Synonymie
Selon Catalogue of Life :
- Saurida brasiliensis brasiliensis Norman, 1935
- Saurida parri Norman, 1935

## Distribution
Cette espèce se croise dans la zone intertropicale, de l’océan Atlantique, plus particulièrement le long des côtes du Maroc, de la Mauritanie du Sénégal, de la Guinée, du Sierra Leone, du Liberia, de la Côte d'Ivoire, du Ghana, du Togo, du Bénin, du Brésil, de la Guyane, du Suriname, des Caraïbes, des États-Unis, du Canada et du Panama.

## Description
Saurida brasiliensis peut mesurer jusqu'à 25 cm, bien que sa taille moyenne se situe plutôt aux environs des 15 cm.
Cette espèce se trouve principalement sur le plancher océanique au large, à des profondeurs variant généralement de 50 à 194 m, bien qu'elle puisse être retrouvée de 18 à 410 m.

## Étymologie
Son épithète spécifique, brasiliensis, fait référence au Brésil, où l'espèce a été découverte.

## Comportement

### Prédateurs
Saurida brasiliensis est la proie de poissons plus gros comme Rachycentron canadum, le Maquereau roi ou Centropristis philadelphica.

### Proies
Saurida brasiliensis chasse de petits poissons osseux, et des crustacés, comme Porcellana sigsbeiana.

## Publication originale
- (en) J. R. Norman, « 4. A Revision of the Lizard-fishes of the Genera Synodus, Trachinocephalus, and Saurida. », Proceedings of the Zoological Society of London, Londres, vol. 105, no 1,‎ avril 1935, p. 99-136 (ISSN 0370-2774, OCLC 1779524, BNF 32843178, DOI 10.1111/J.1469-7998.1935.TB06233.X).